# Котис I (царь Боспора)
Коти́с I (Тиберий Юлий Котис Филоцезар Филоромеос Эвсеб, др.-греч. Τιβέριος Ἰούλιος Κότυς Α' Φιλόκαισαρ Φιλορωμαῖος Eὐσεβής; умер в 67 году, Рим, Римская империя) — царь Боспора в 44—63 годах.

## Биография
Происходил из династии Аспургов и являлся сыном царя Рескупорида I и Гепепириды, приходясь, таким образом, внуком Полемону. После смерти отца в 38 году, вместе с братом Митридатом VIII унаследовал власть. В том же году лишён прав императором Калигулой, который поставил боспорским царём Полемона II.
В 41 году после того как император Клавдий передал власть Митридату, брату Котиса, последний не получил никаких должностей. Впоследствии Митридат отправил Котиса I в Рим для налаживания тесных отношений с римлянами. Зато Котис разоблачил планы брата относительно получения независимости Боспора. За эту измену Клавдий объявил в 44 году Котиса царем Боспора, приказав Авлу Дидию Галлу свергнуть Митридата VIII.
В 45 году Котис I занял основные города Боспора. Однако брат получил поддержку могущественного племени сираков. Поэтому сам Котис I заручился помощью вождя племени аорсов Эвнона. Борьба продолжалась до 49 года, когда Митридат VIII потерпел окончательное поражение.
Котис I возвёл в Кесарии (Пантикапее) и Фанагории храм Кесаря Себаста и был их пожизненным архиереем. В 57 и 59 годах Котис поставлял хлеб для армии Уммидия Квадрата, воевал с парфянами. В его правление римская эскадра начала регулярное патрулирование Понтийских берегов. В 63 году, намереваясь покорить Крымский полуостров, римский император Нерон сверг боспорского царя, покорив царство наместника Нижней Мёзии. Котис был отправлен в Рим, где умер в 67 году.